# Odontites corsicus
Odontites corsicus ist eine halbparasitäre Pflanzenart aus der Gattung der Zahntroste (Odontites). Sie ist ein nur auf Korsika und Sardinien vorkommender Endemit.

## Beschreibung

### Vegetative Merkmale
Odontites corsicus ist eine 5 bis 10 (selten bis 20) cm lange, niederliegende, krautige Pflanze. Die Stängel verzweigen von der Basis und werden 0,4 bis 1,2 mm stark. Die gesamte Pflanze ist mit etwa 0,1 bis 0,2 mm langen, rückwärts gebogenen, weißlich gefärbten Trichomen besetzt, die an der Stängelbasis eine Länge von bis zu 0,4 mm aufweisen und mehr oder weniger abstehend sind. Der vegetative Teil der Pflanze besteht aus vier bis sieben Knoten, von denen fast immer sparrig und fast rechtwinklig abstehende Seitenäste ausgehen, die eine Länge von 15 cm erreichen. Die Laubblätter fallen bereits früh ab, sie sind 6 bis 10 cm lang, 0,9 bis 1,7 mm breit, schmal-elliptisch bis linealisch geformt und an der Spitze abgestumpft. Der Blattrand ist ganzrandig.

### Blütenstände und Blüten
Die Blütenstände bestehen aus sechs bis 18 Blüten, wovon vier bis zehn eine Hemmzone bilden. Die Blüten werden von laubblattartig-schuppigen Tragblättern begleitet, die lineal-lanzettlich bis oval-lanzettlich geformt und ganzrandig sind. Die unteren Tragblätter sind etwa 4,5 bis 5,5 mm lang und 1,1 bis 1,6 mm breit. Die Aufblühreihenfolge innerhalb eines Blütenstandes ist von unten nach oben. Die selbstbefruchtenden (autogamen) Blüten erreichen eine Länge von 5,5 bis 7 mm. Der Kelch ist mit bis zu 0,3 mm langen dicht anliegenden nichtdrüsigen Haaren besetzt und zur Blütezeit zunächst 3,5 bis 5 mm lang, er verlängert sich an der Frucht jedoch auf bis zu 6,5 mm. Die Kelchblätter stehen auf maximal der Hälfte der Länge frei voneinander, die Kelchzipfel sind schmal-dreieckig und abgestumpft. Die Krone ist fast geschlossen und schließt die Staubblätter und Griffel ein. Sie ist dunkelgelb oder blass schwefelgelb gefärbt, oftmals rötlich überlaufen oder selten auch weißlich gefärbt. Mit Ausnahme der unteren Hälfte der Kronröhre ist die Krone mit bis zu 0,15 mm langen Trichomen dicht weißhaarig besetzt. Die Kronröhre hat eine Länge von 4,2 bis 5 mm, was etwa 60 bis 70 % der gesamten Kronenlänge entspricht. Der Helm ist 2 bis 2,3 mm lang und mit drei deutlichen Ausrandungen versehen. Die Unterlippe ist mit 2 bis 2,5 mm etwa genauso lang wie der Helm, sie ist bis auf ein Fünftel der Länge in drei Zipfel unterteilt, wobei der mittlere Zipfel umgekehrt herzförmig und genauso lang wie die deutlich ausgerandeten Seitenzipfel ist. Die vier Staubblätter besitzen unbehaarte, mehr oder weniger gleich lange Staubfäden von etwa 1,5 mm Länge. Die Staubbeutel stehen im spitzen Winkel zu den Staubfäden, sie sind gelb gefärbt. Die Theken reißen über die gesamte Länge auf, sind stachelspitzig und am Konnektiv mit ein bis drei nur 0,1 mm langen, schlauchförmigen Trichomen besetzt, die unter dem Ansatzpunktes des Staubfadens verborgen sind. Die Pollenkörner haben eine Größe von etwa 25,5 × 26,2 µm, ihr Äquatorialquerschnitt ist nahezu kreisförmig, die Pollenkornwand (Exine) ist an den Polen etwas verdickt und weist eine regelmäßig netzförmige Skulpturierung auf. Die Theken öffnen sich noch in der Knospe, bevor die Blüte aufgeblüht ist, so dass der Pollen direkt die an einem 3 mm langen Griffel befindliche Narbe erreicht, die sich zu diesem Zeitpunkt zwischen den Staubbeuteln befindet. Der Fruchtknoten beinhaltet in zwei Fächern insgesamt 12 bis 16 Samenanlagen.

### Früchte und Samen
Die Früchte sind ellipsoidisch und nach vorn stark herzförmig ausgerandete Kapseln, die 4 bis 5 mm lang und 1,8 bis 3,4 mm breit werden. Sie enthalten 1,1 bis 1,3 × 0,5 bis 0,6 mm große Samen.

## Verbreitung und Standorte
Die Art kommt endemisch auf Korsika und auf Sardinien vor, wobei auf Sardinien nur wenige Reliktstandorte bekannt sind. Sie wächst in Höhenlagen zwischen 1000 und 1600 m, selten ist sie auch in niedrigeren Lagen bis 500 m zu finden. Sie toleriert verschiedene Substrate und ist in steinigen Matten und Wiesen im Gebirge zu finden.